# Тракуатеуа

Тракуатеуа на карте штата.

Тракуатеуа (порт. Tracuateua) — муниципалитет в Бразилии, входит в штат Пара. Составная часть мезорегиона Северо-восток штата Пара. Входит в экономико-статистический микрорегион Брагантина. Население составляет 27 455 человек на 2010 год. Занимает площадь 934,272 км². Плотность населения — 29,39 чел./км².

## История
Город основан 1 января 1997 года. 

## Демография
Согласно сведениям, собранным в ходе переписи 2010 г. Национальным институтом географии и статистики (IBGE), население муниципалитета составляет:
| Полное население                               | Полное население                               | Полное население                               | Полное население                               | 27 455 |
| ---------------------------------------------- | ---------------------------------------------- | ---------------------------------------------- | ---------------------------------------------- | ------ |
| в том числе:                                   | Городское население                            | 7256                                           | Процент городского населения, %                | 26,43  |
|                                                | Сельское население                             | 20 199                                         | Процент сельского населения, %                 | 73,57  |
|                                                | Мужское население                              | 14 328                                         | Процент мужского населения, %                  | 52,19  |
|                                                | Женское население                              | 13 127                                         | Процент женского населения, %                  | 47,81  |
| Плотность населения, чел/км²                   | Плотность населения, чел/км²                   | Плотность населения, чел/км²                   | Плотность населения, чел/км²                   | 29,39  |
| Население муниципалитета в % к населению штата | Население муниципалитета в % к населению штата | Население муниципалитета в % к населению штата | Население муниципалитета в % к населению штата | 0,36   |

По данным оценки 2015 года население муниципалитета составляет 29 465 жителей.

## Статистика
- Валовой внутренний продукт на 2003 год составляет 43 762 013,00 реалов (данные: Бразильский институт географии и статистики).
- Валовой внутренний продукт на душу населения на 2003 год составляет 1743,78 реалов (данные: Бразильский институт географии и статистики).
- Индекс развития человеческого потенциала на 2000 год составляет 0,614 (данные: Программа развития ООН).

## Важнейшие населенные пункты
| № | Населённый пункт  | Населённый пункт (порт.) | Категория | Население чел. (2010) | На карте                       |
| - | ----------------- | ------------------------ | --------- | --------------------- | ------------------------------ |
| 1 | Тракуатеуа        | Tracuateua               | город     | 7256                  | 1°04′39″ ю. ш. 46°54′16″ з. д. |
| 2 | Пиабас            | Piabas                   | поселок   | 2223                  | 1°09′08″ ю. ш. 46°57′58″ з. д. |
| 3 | Катипуру-Мирин    | Quatipuru Mirim          | поселок   | 633                   | 0°46′21″ ю. ш. 46°52′48″ з. д. |
| 4 | Мануэл-дус-Сантус | Manoel dos Santos        | поселок   | 571                   | 1°10′30″ ю. ш. 46°59′59″ з. д. |
| 5 | Вила-Сокорру      | Vila Socorro             | поселок   | 422                   | 1°14′38″ ю. ш. 47°03′31″ з. д. |